# Tratado de Moscou (1920)
O Tratado de Moscou (em russo:  Московский договор, Moskovskiy dogovor, em georgiano:  მოსკოვის ხელშეკრულება, moskovis khelshekruleba), assinado entre a Rússia soviética e a República Democrática da Geórgia em Moscou em 7 de maio de 1920, garantiu a Geórgia o reconhecimento de jure da independência em troca da promessa de não conceder asilo em território georgiano para tropas das potências hostis a Rússia bolchevique.

## Antecedentes
A República Democrática da Geórgia, liderada pelo Partido Social-Democrata (menchevique), declarou sua independência da Rússia em 26 de maio de 1918. Isso não foi oficialmente reconhecido pelo governo soviético na época, mas o governo georgiano conseguiu obter o reconhecimento de facto dos líderes brancos e dos Aliados.
Na sequência de um golpe de Estado bolchevique abortado em Tbilisi, e uma tentativa frustrada pelas unidades do Exército Vermelho de penetrar na Geórgia no início de maio de 1920, o governo de Lenin concordou em assinar um tratado com a Geórgia e reconhecer a independência de jure, desde que os mencheviques formalmente se comprometessem a não conceder abrigo em território georgiano a qualquer força hostil à Rússia Soviética. Muitos políticos da Geórgia, incluindo o ministro das Relações Exteriores Evgeni Gegechkori, consideraram esta cláusula como uma violação da soberania da Geórgia, e propuseram a rejeição das condições russas. No entanto, o primeiro-ministro Noe Zhordania, ansioso, acima de tudo para assegurar o reconhecimento internacional da Geórgia, concordou com estes termos. O tratado foi finalmente assinado por Grigol Uratadze para a Geórgia e Lev Karakhan para a Rússia, em Moscou, em 7 de maio de 1920.

## Disposições
Nos dois primeiros artigos do Tratado, a Rússia reconheceu a independência incondicional da Georgia e renunciou a toda interferência nos assuntos internos do país:
Artigo I:

Partindo do direito, proclamado pela República Socialista Federativa Soviética da Rússia, de todos os povos à livre autodeterminação até e inclusive a separação do Estado em que constituem uma parte, a Rússia reconhece sem reservas a independência e soberania do Estado da Geórgia e voluntariamente renuncia a todos os direitos soberanos que possa ter a Rússia no que diz respeito ao povo e ao território da Geórgia.

Artigo II:
Partindo dos princípios proclamados no Artigo I acima do presente Tratado, a Rússia se compromete a abster-se de qualquer tipo de interferência nos assuntos da Georgia.
A Geórgia, por sua vez, comprometeu-se em desarmar e deter todas as unidades armadas pertencentes a qualquer organização que possa constituir uma ameaça para o governo soviético, e entregar tais destacamentos ou grupos para Moscou. Em uma cláusula secreta, que não foi tornada pública na época, os mencheviques fizeram uma concessão ainda maior, permitindo que uma filial local do partido bolchevique russo funcionasse livremente na Geórgia.
A Geórgia compromete-se a reconhecer o direito de livre existência e atividade do Partido Comunista ... e em particular o seu direito de realizar manifestações livres e publicações, incluindo órgãos de imprensa. 

## Consequências
Apesar da breve euforia menchevique ao declarar os fatos como um sucesso diplomático, a opinião pública na Geórgia denunciou o tratado como "uma submissão velada da Geórgia para a Rússia", como foi relatado pelo Comissário Chefe britânico Sir Oliver Wardrop. O governo foi submetido a duras críticas da oposição parlamentar pelas concessões feitas a Moscou, especialmente do Partido Democrático Nacional. No entanto, o Tratado de Moscou teve um benefício de curto prazo para Tbilisi, pois incentivou o até então relutante Conselho Supremo Aliado e alguns outros governos a reconhecer de jure a Georgia em 27 de janeiro de 1921.
No entanto, o Tratado de Moscou não resolveu o conflito entre a Rússia e a Geórgia. Embora a Rússia Soviética tivesse reconhecido a independência da Geórgia, uma eventual derrubada do governo menchevique foi pretendida e planejada, e o tratado foi meramente uma manobra dilatória por parte dos bolcheviques que, naquele momento, estavam preocupados com a uma guerra desconfortável contra a Polônia.
Nos termos do acordo, o governo georgiano libertou a maior parte dos bolcheviques que estavam presos. Estes, rapidamente estabeleceram um nominalmente autônomo Partido Comunista da Geórgia, que, sob a coordenação do Birô do Cáucaso do Partido Comunista Russo, imediatamente iniciou sua campanha ostensiva contra o governo menchevique, e, portanto, foram novamente detidos pelo enérgico ministro do Interior Noe Ramishvili. Isto provocou protestos do recém-nomeado Embaixador Plenipotenciário da Rússia, Sergey Kirov, que trocou notas inflamadas com Evgeni Gegechkori. Este conflito, nunca definitivamente resolvido, foi posteriormente usado na propaganda soviética contra o governo menchevique, que foi acusado por Moscou de perseguir os comunistas, obstruir a passagem dos comboios que atravessavam a Armênia, e apoiar uma rebelião antissoviética no Cáucaso do Norte. Por outro lado, a Geórgia acusou a Rússia de fomentar tumultos anti-governamentais em várias regiões do país, especialmente entre as minorias étnicas, como os abecásios e ossetas, e provocar incidentes fronteiriços ao longo da fronteira com a República Socialista Soviética do Azerbaijão.
Depois de nove meses de uma frágil paz, em fevereiro de 1921, o Exército Vermelho soviético lançou uma ofensiva final contra a Geórgia, a pretexto de apoiar a rebelião dos camponeses e operários no país, e põe fim à República Democrática da Geórgia, instituindo a República Socialista Soviética da Geórgia pelas sete décadas seguintes.
Foram feitos paralelismos na Geórgia moderna entre a diplomacia russo-georgiana em 1920 e da década de 2000. Em resposta a declarações de vários diplomatas russos que Moscou queria ver a Georgia como "um país soberano, neutro e amigável" ao invés de um membro de alianças militares como a OTAN, o presidente da Geórgia, Mikheil Saakashvili, afirmou, em 25 de outubro de 2007, que a neutralidade não era uma opção para a Geórgia porque "a Geórgia assinou um acordo sobre a sua neutralidade em 1920 com a Rússia bolchevique, e após seis meses Geórgia foi ocupada".